# Puerto Boyacá
Puerto Boyacá – miasto w Kolumbii, w departamencie Boyacá.